# 豐田Mark X
豐田 Mark X是由丰田生產的中型汽車，于2004年-2019年间生产发行，为前置引擎，后轮驱动的布局。在日本市場仅在Toyopet商店销售。其前身为丰田Mark II和丰田Verossa。在中国市场以丰田锐志的名义发行；全系基于丰田N平台打造。

## 第一代 (X120; 2004)

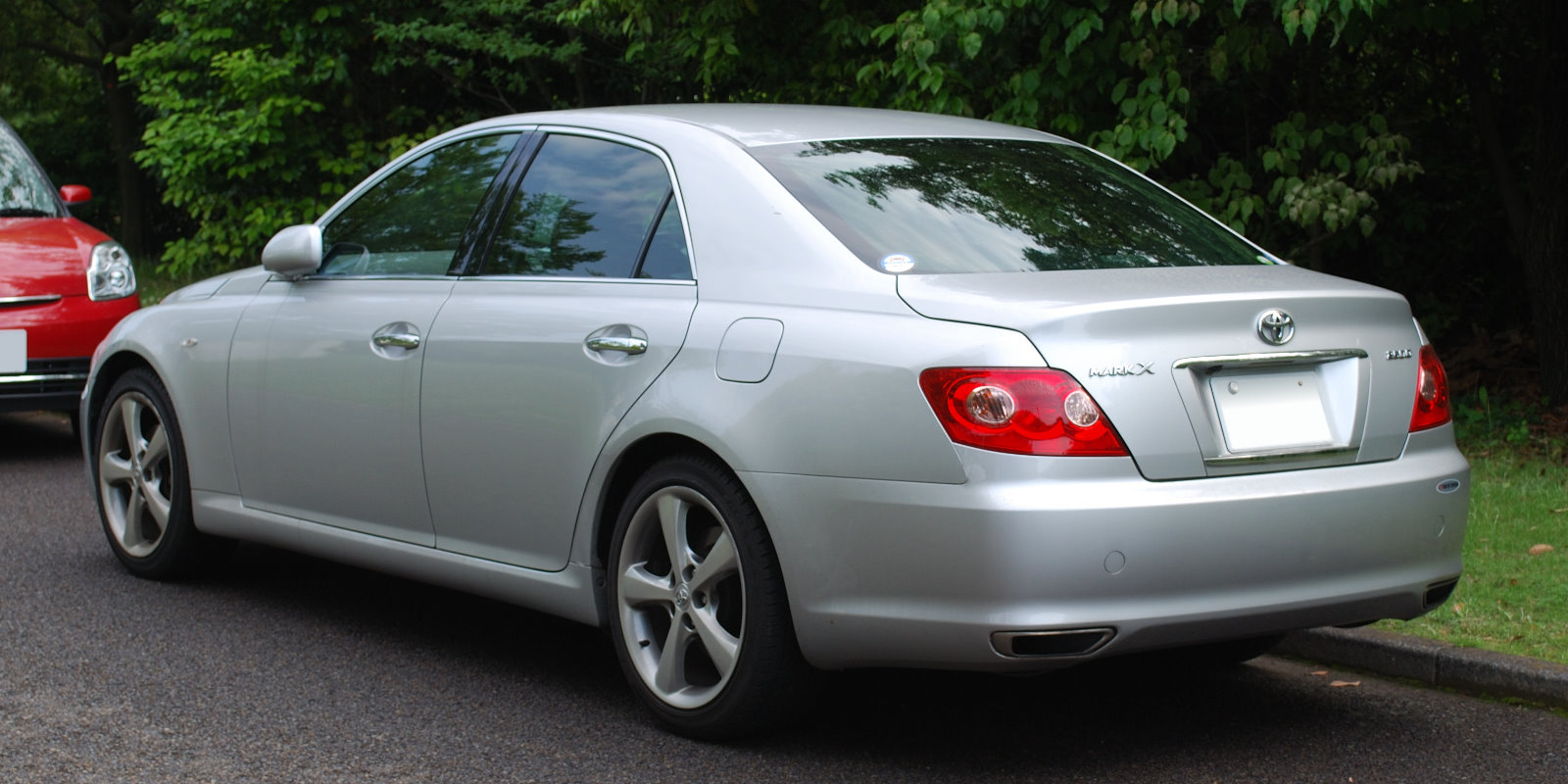
2004年丰田Mark X车型（日本）
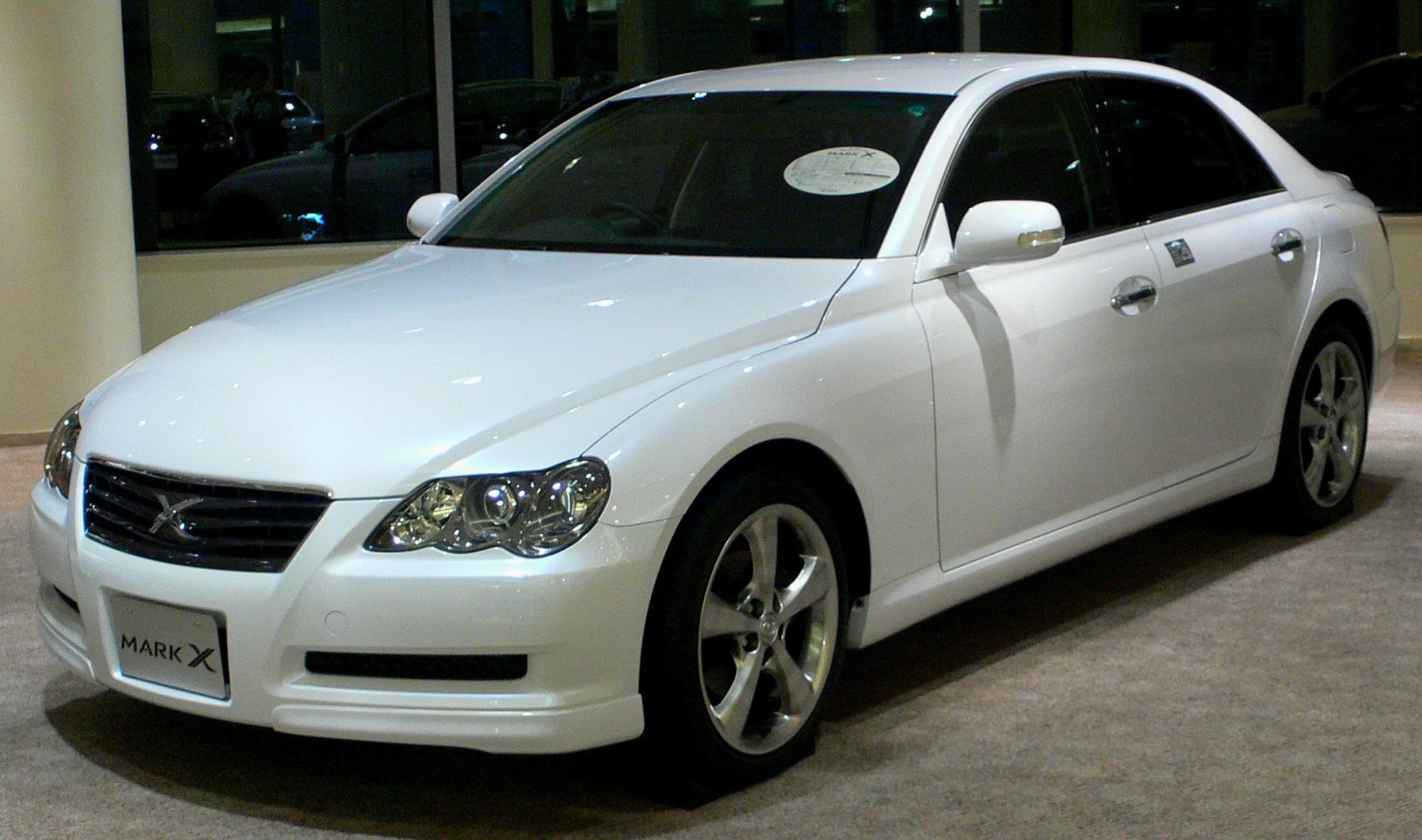
2006年车型（前）
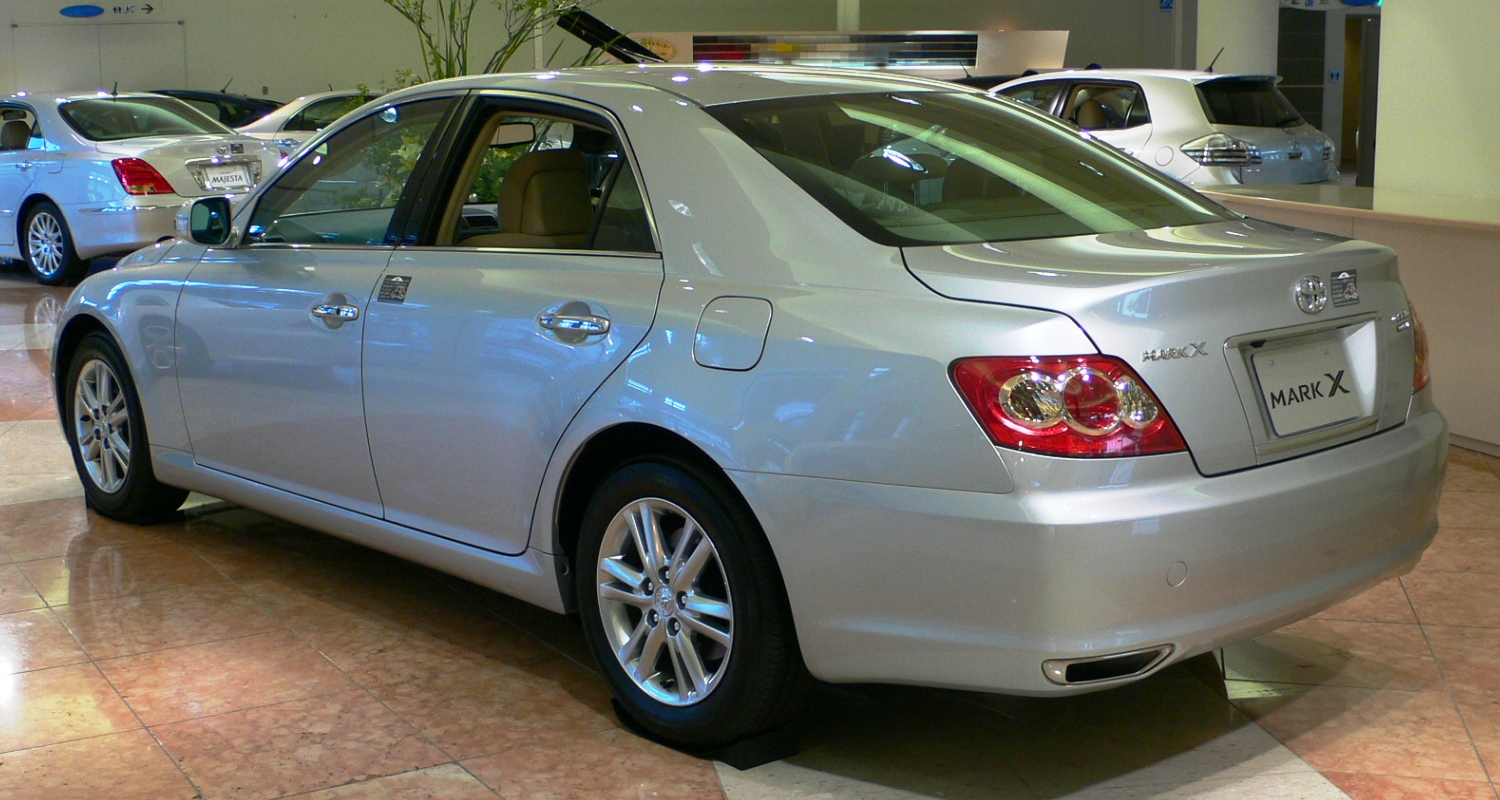
2006年车型（后）
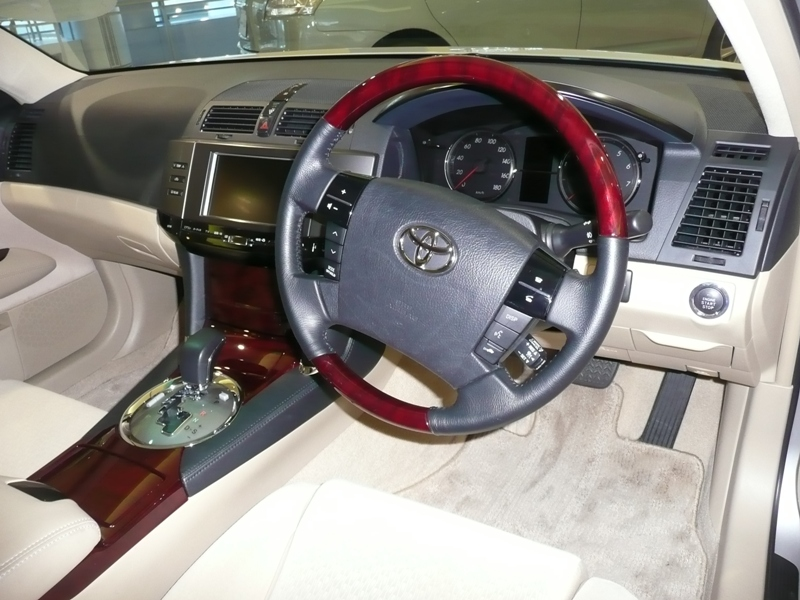
内饰

## 第二代 (X130; 2009)

### 型號

#### 標準型

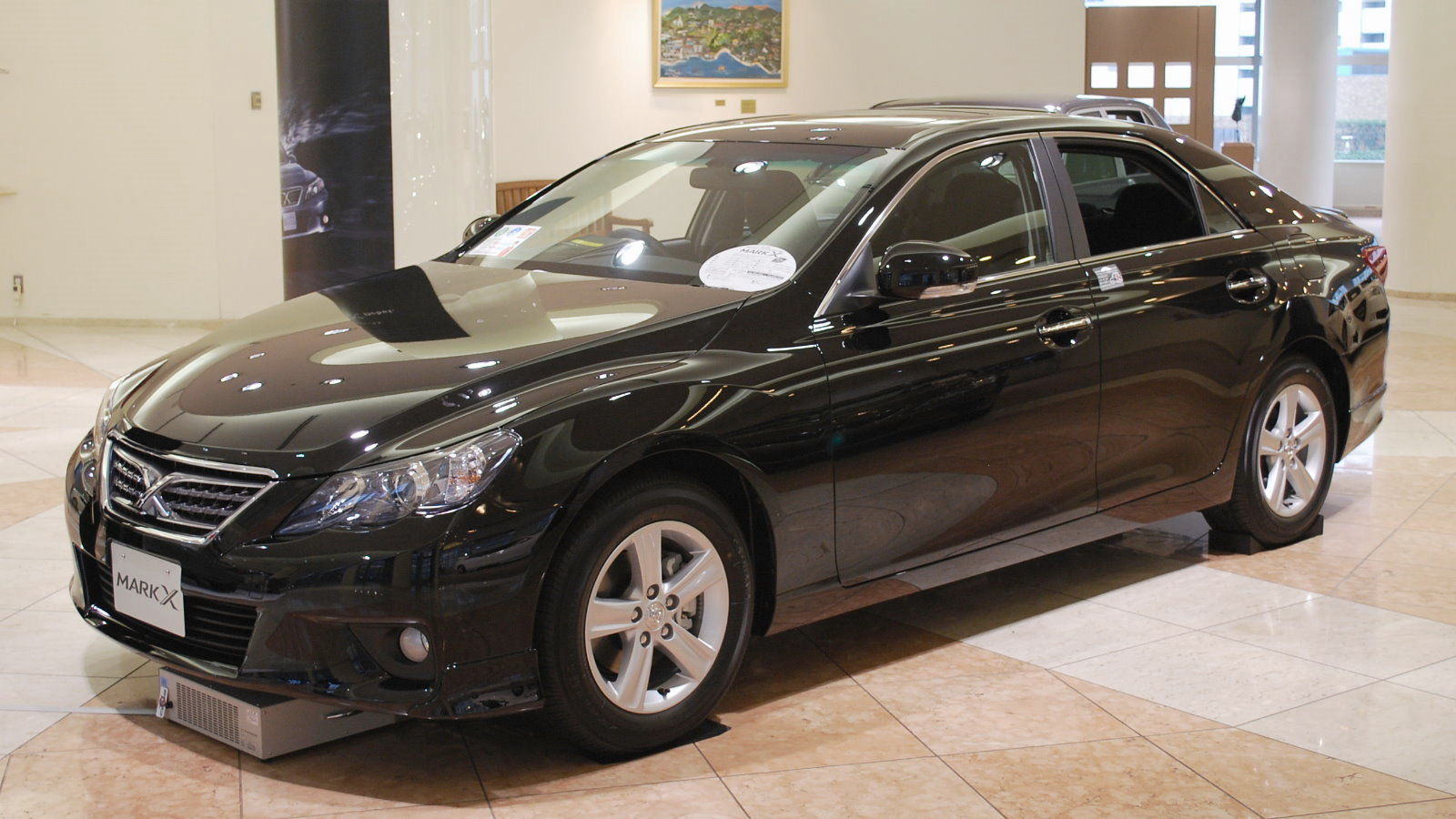
2009豐田Mark X 250G（GRX130;改款前，日本)
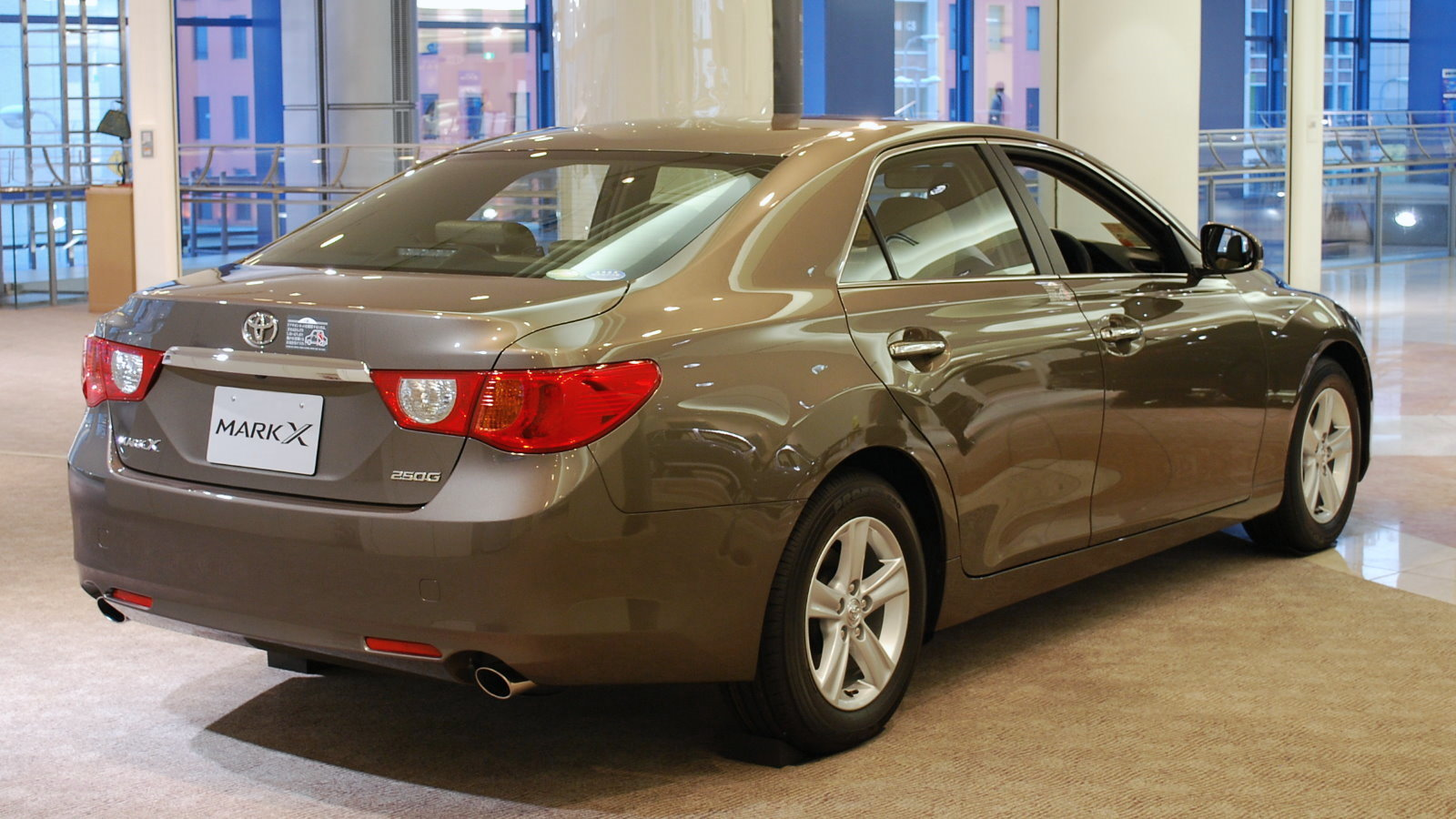
2009豐田Mark X 250G（GRX130;改款前，日本）
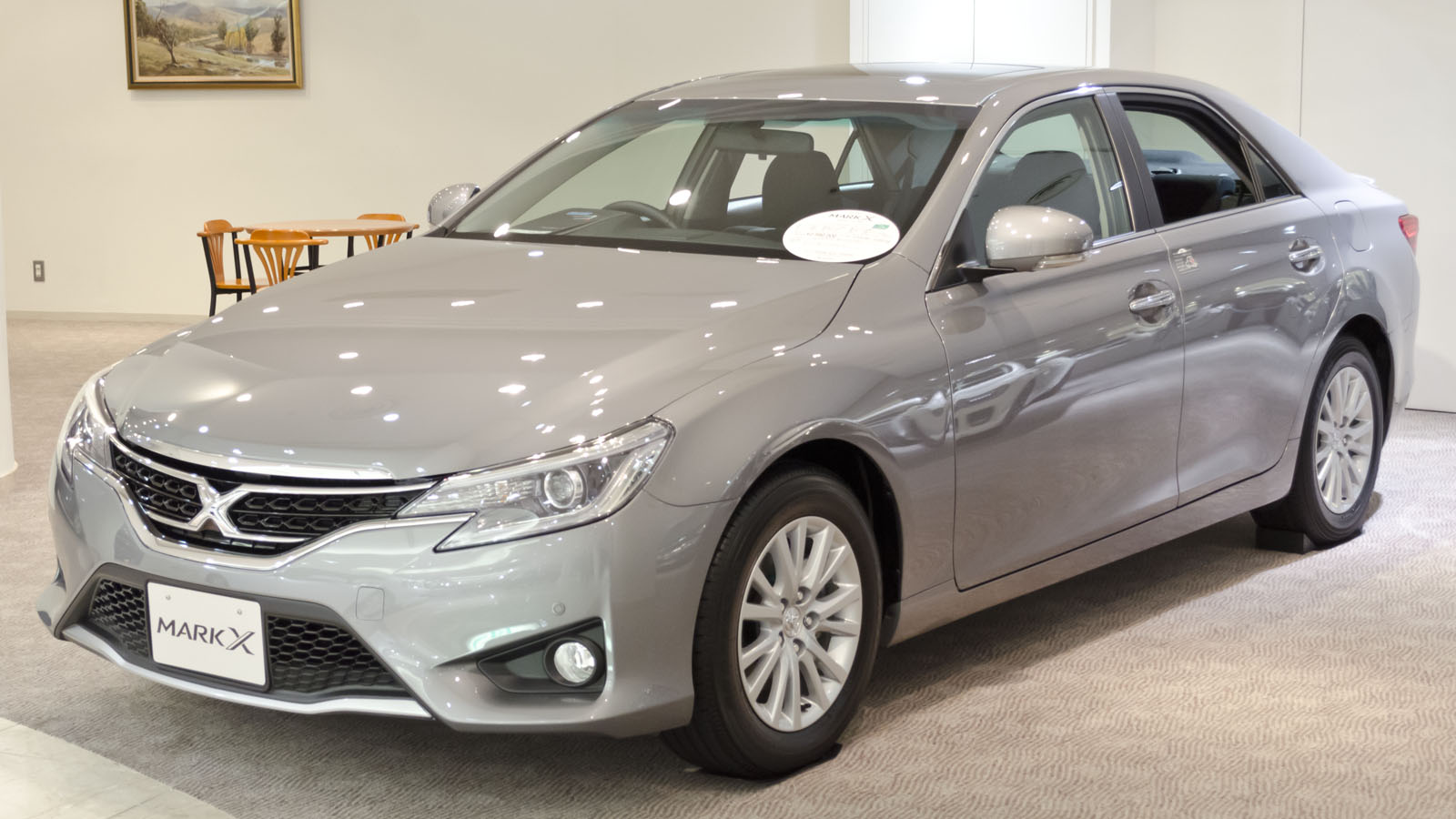
2012丰田Mark X 250G（GRX130;日本首次改款）
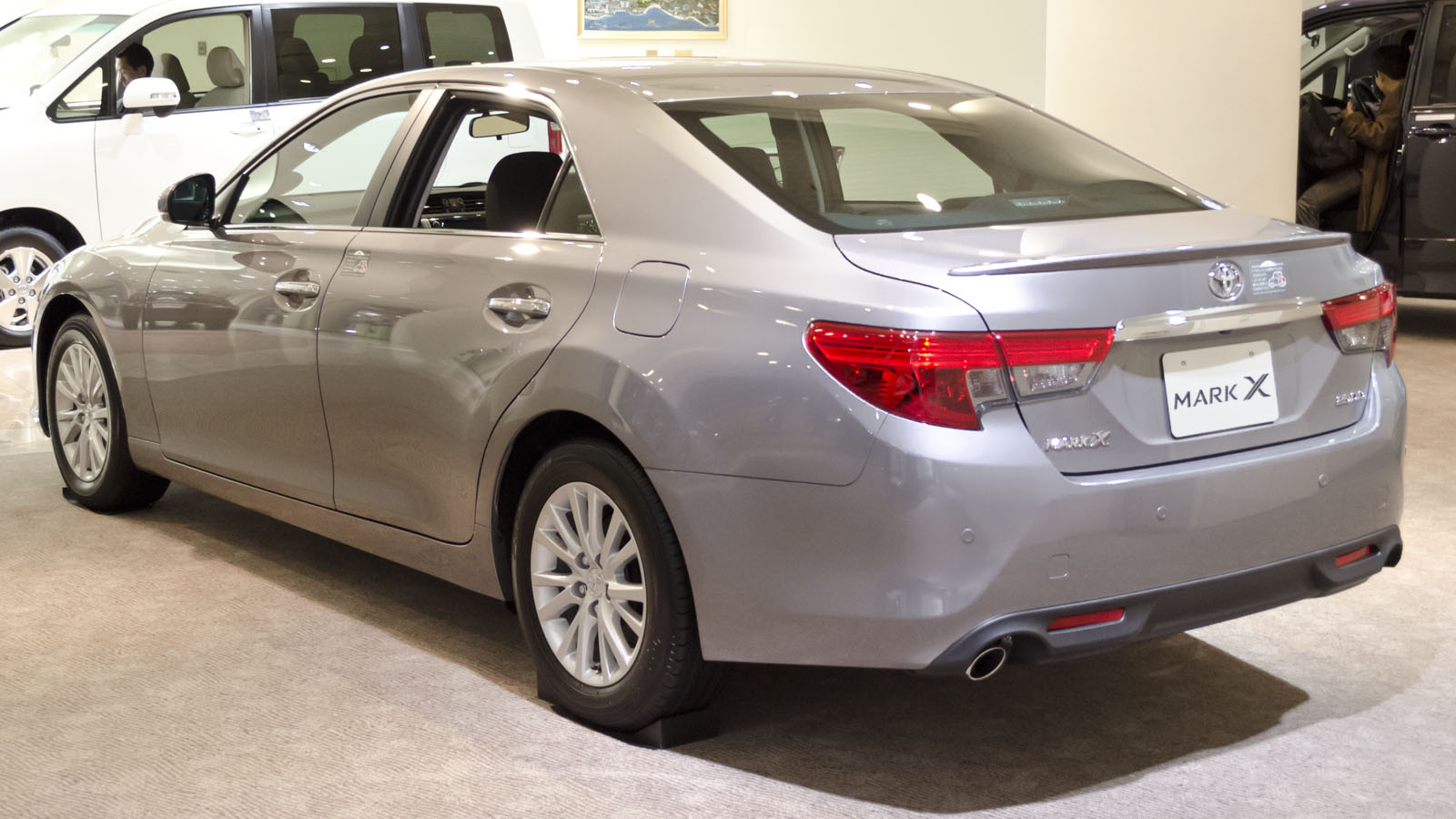
2012丰田Mark X 250G（GRX130;日本首次改款）
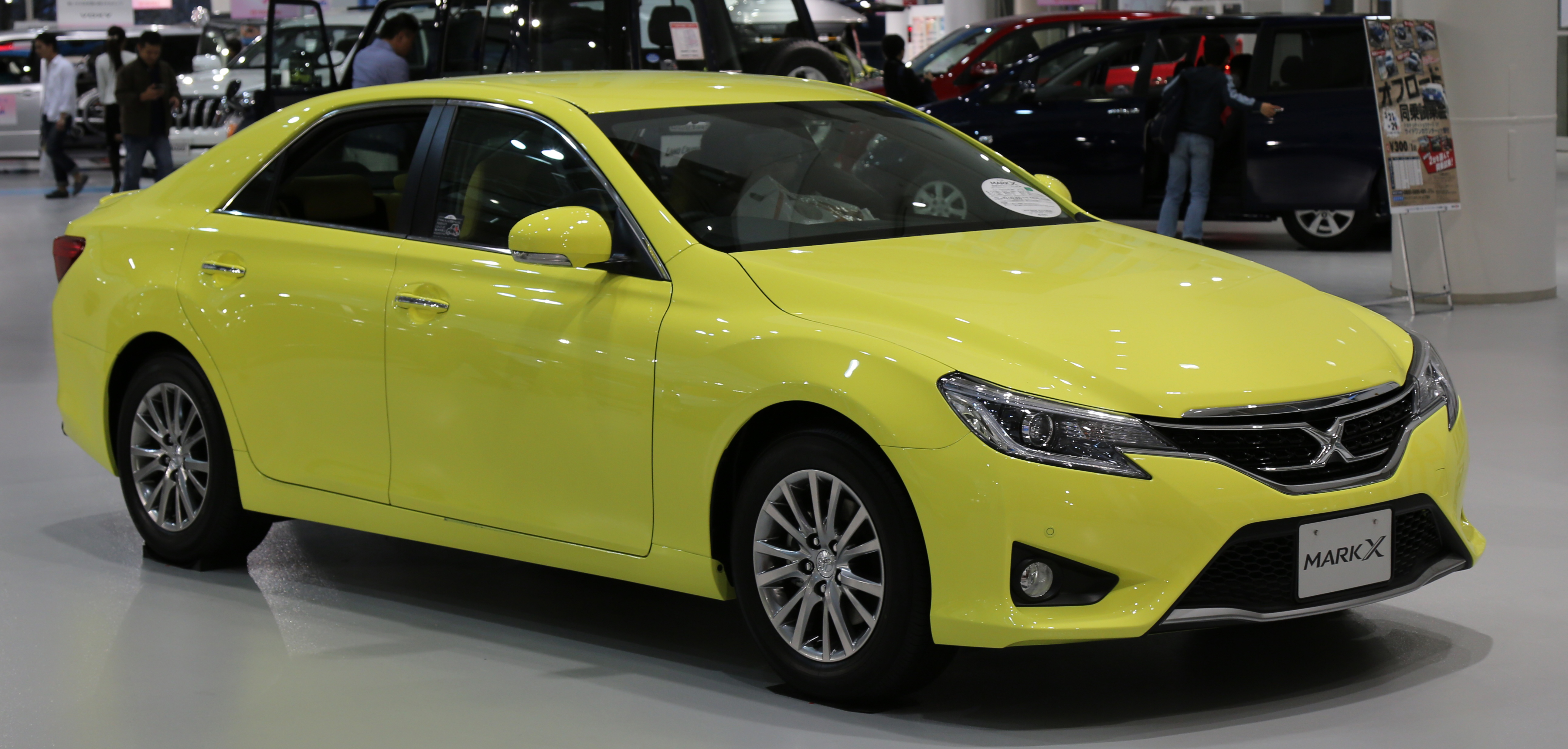
2015豐田Mark X 250G Yellow Label（GRX130;首次改版，日本）
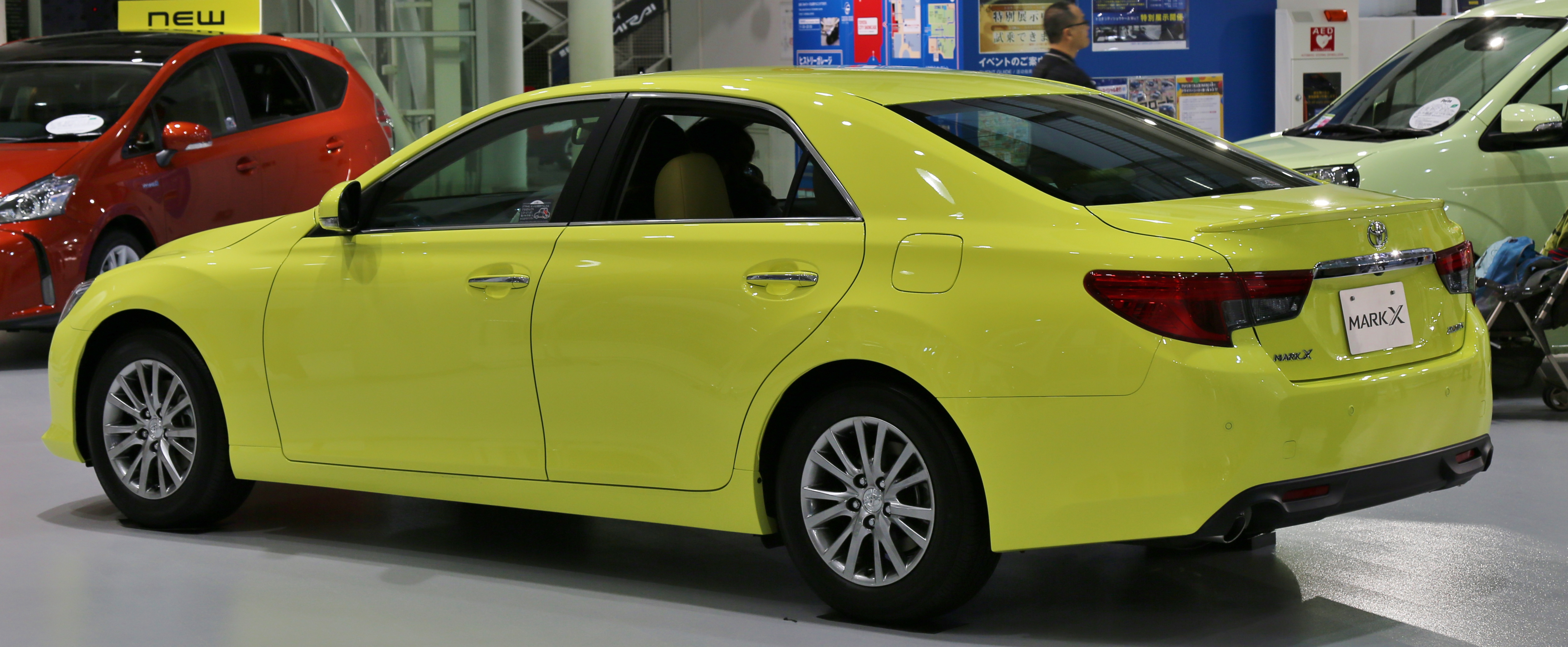
2015豐田Mark X 250G Yellow Label（GRX130;首次改版，日本）
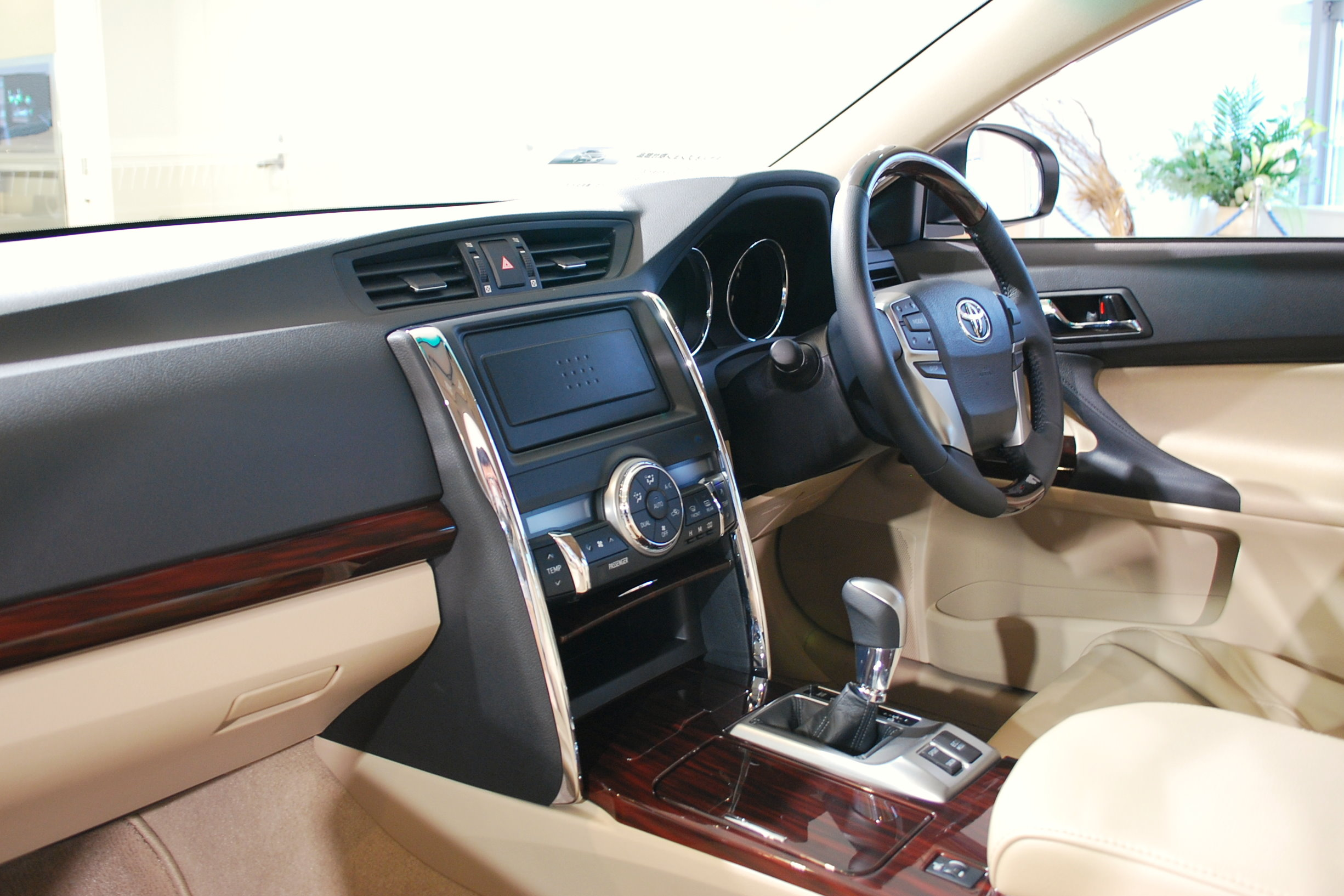
翻新前内部
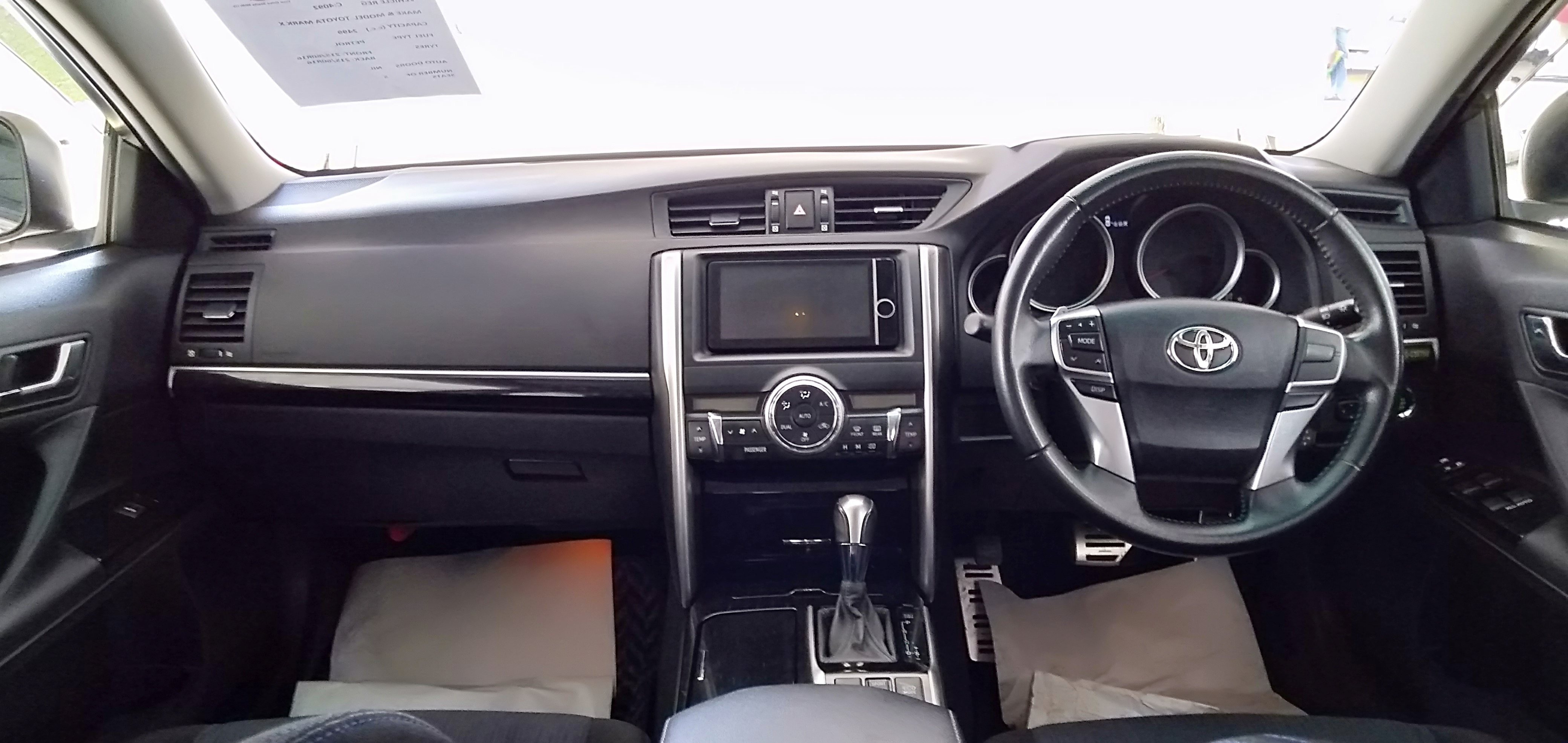
首次改款内部